# Logan Stankoven
Logan Stankoven (né le 26 février 2003 à Kamloops dans la province de la Colombie-Britannique au Canada) est un joueur professionnel canadien de hockey sur glace. Il évolue au poste d'attaquant.

## Biographie

### Carrière en club
En 2018, il commence sa carrière junior dans la Ligue de hockey de l'Ouest avec les Blazers de Kamloops. Il est choisi au 2e tour, en 47e position par les Stars de Dallas lors du repêchage d'entrée dans la LNH 2021. En 2023, il passe professionnel avec les Stars du Texas, club-école des Stars de Dallas dans la Ligue américaine de hockey. Le 24 février 2024, il joue son premier match dans la Ligue nationale de hockey avec les Stars face aux Hurricanes de la Caroline. Deux jours plus tard, le 26 février 2024, jour de son anniversaire, il marque son premier but et enregistre sa première passe lors de son deuxième match dans la LNH face aux Islanders de New York.
Le 7 mars 2025, les Stars l'échangent aux Hurricanes de la Caroline avec quatre choix de repêchage en retour de Mikko Rantanen.

### Carrière internationale
Il représente le Canada en sélections jeunes.

## Trophées et honneurs personnels

### LHOu
- 2021-2022 : nommé dans la première équipe des étoiles de la Division Colombie-Britannique.
- 2021-2022 : remporte le Trophée commémoratif des quatre Broncos.
- 2021-2022 : remporte le Trophée Brad-Hornung.
- 2022-2023 : remporte le Trophée Doug-Wickenheiser.
- 2022-2023 : nommé dans la première équipe des étoiles de la Division Colombie-Britannique.

### Coupe Memorial
- 2023 : remporte le Trophée Ed-Chynoweth.

### LCH
- 2021-2022 : nommé joueur de la saison.
- 2022-2023 : nommé dans la première équipe des étoiles.

### LAH
- 2024 : participe au match des étoiles.
- 2023-2024 : nommé dans l'équipe des recrues.
- 2023-2024 : nommé dans la première équipe des étoiles.
- 2023-2024 : remporte le Trophée Dudley-« Red »-Garrett.

## Statistiques

### En club
| Saison    | Équipe                    | Ligue |                   | Saison régulière  | Saison régulière  | Saison régulière  | Saison régulière  | Saison régulière |    | Séries éliminatoires | Séries éliminatoires | Séries éliminatoires | Séries éliminatoires | Séries éliminatoires |
| Saison    | Équipe                    | Ligue | PJ                | B                 | A                 | Pts               | Pun               | PJ               | B  | A                    | Pts                  | Pun                  |                      |                      |
| 2018-2019 | Blazers de Kamloops       | LHOu  | 7                 | 0                 | 1                 | 1                 | 2                 | 6                | 1  | 1                    | 2                    | 0                    |                      |                      |
| 2019-2020 | Blazers de Kamloops       | LHOu  | 59                | 29                | 19                | 48                | 10                | -                | -  | -                    | -                    | -                    |                      |                      |
| 2020-2021 | Blazers de Kamloops       | LHOu  | 6                 | 7                 | 3                 | 10                | 0                 | -                | -  | -                    | -                    | -                    |                      |                      |
| 2021-2022 | Blazers de Kamloops       | LHOu  | 59                | 45                | 59                | 104               | 16                | 17               | 17 | 14                   | 31                   | 8                    |                      |                      |
| 2022-2023 | Blazers de Kamloops       | LHOu  | 48                | 34                | 63                | 97                | 17                | 14               | 10 | 20                   | 30                   | 4                    |                      |                      |
| 2023-2024 | Stars du Texas            | LAH   | 47                | 24                | 33                | 57                | 26                | -                | -  | -                    | -                    | -                    |                      |                      |
| 2023-2024 | Stars de Dallas           | LNH   | 24                | 6                 | 8                 | 14                | 4                 | 19               | 3  | 5                    | 8                    | 2                    |                      |                      |
| 2024-2025 | Stars de Dallas           | LNH   | 59                | 9                 | 20                | 29                | 6                 | -                | -  | -                    | -                    | -                    |                      |                      |
| 2024-2025 | Hurricanes de la Caroline | LNH   | Saison en cours ? | Saison en cours ? | Saison en cours ? | Saison en cours ? | Saison en cours ? |                  |    |                      |                      |                      |                      |                      |

### En équipe nationale
| Année | Compétition                          |   | PJ | B | A  | Pts | Pun | +/-           |  | Résultat |
| 2021  | Championnat du monde moins de 18 ans | 7 | 4  | 4 | 8  | 0   | +14 | Médaille d'or |  |          |
| 2022  | Championnat du monde junior          | 7 | 4  | 6 | 10 | 2   | +8  | Médaille d'or |  |          |
| 2023  | Championnat du monde junior          | 7 | 3  | 8 | 11 | 0   | +12 | Médaille d'or |  |          |